# Pirámide de Nyuserra
La Pirámide de Nyuserra (en egipcio antiguo: Men-sut Ni-user-re, «Duraderos son los lugares de Nyuserra») es un complejo piramidal de mediados del siglo XXV a. C. construido para el faraón egipcio Nyuserra Iny de la Quinta Dinastía ubicado en Egipto. Durante su reinado, Nyuserra terminó los monumentos incompletos de su padre, Neferirkara Kakai, madre, Jentkaus II y hermano, Neferefra, antes de comenzar a trabajar en su complejo piramidal personal. Eligió un sitio en la necrópolis de Abusir entre los complejos de Neferirkara y Sahura, que, restrictivo en área y terreno, economizó los costos de mano de obra y material. Nyuserra fue el último rey en ser sepultado en la necrópolis, mientras que sus sucesores decidieron ser enterrados en otro lugar.
El monumento de Nyuserra abarca una pirámide principal, un templo funerario adyacente a la cara este, un templo del valle en el lago Abusir y una calzada que lo acompaña destinada al monumento de Neferirkara, y una pirámide de culto. La pirámide principal tenía un núcleo escalonado construido a partir de piedra caliza cortada más o menos encerrada en fina piedra caliza Tura. La carcasa de piedra caliza fue despojada por ladrones de piedra y el núcleo quedó expuesto a los elementos. Esto, junto con una mayor actividad humana, redujo la pirámide de casi 52 m de altura a un montículo en ruinas, con una subestructura que es peligrosa para entrar debido a riesgo de derrumbes.
Junto a la cara este de la pirámide se encuentra el templo mortuorio con su configuración y características inusuales. En lugar del plan habitual en forma de T, el templo mortuorio se construyó en forma de L; Una alteración debido a la presencia de mastabas al este. Introdujo el antichambre carrée, un tipo innovador de nueva habitación, que se convirtió en una característica estándar de los monumentos posteriores. Tiene una plataforma cuadrada inexplicable en el templo que ha llevado a los arqueólogos a sugerir que puede haber un piramidión de obelisco cercano. Esto sería inusual ya que los obeliscos eran características centrales de los templos solares egipcios, pero no de los complejos piramidales. Finalmente, en las esquinas norte y sureste del sitio hay dos estructuras que parecen haber sido prototipos de pilones. Estos también se convirtieron en características básicas de los templos y palacios en un período posterior. En la esquina sureste del complejo, un recinto separado alberga la pirámide de culto —una pequeña pirámide cuyos propósitos aún no están claros—. Desde la entrada del templo mortuorio, una larga calzada conduce al templo del valle. Estaban en construcción para el monumento de Neferirkara, pero luego se reutilizaron para el de Nyuserra. Por lo tanto, la calzada, que había terminado más de la mitad cuando murió Neferirkara, tiene una curva donde cambia la dirección del templo mortuorio de Neferirkara al de Nyuserra.
Otros dos complejos se han encontrado en la zona. Conocidos como Lepsius XXIV y Lepsius XXV, pueden haber pertenecido a los consortes de Nyuserra, particularmente la Reina Reputnub, o de Neferefra. Más al noroeste del complejo hay mastabas construidas para los niños del faraón. Las tumbas de los sacerdotes y funcionarios asociados con el culto funerario del rey también se encuentran en las cercanías. Mientras que los cultos funerarios de otros reyes murieron en el Primer Período Intermedio, Nyuserra pudo haber sobrevivido a este período de transición y al Imperio Medio, aunque este sigue siendo un tema polémico entre los egiptólogos.

## Ubicación y excavación

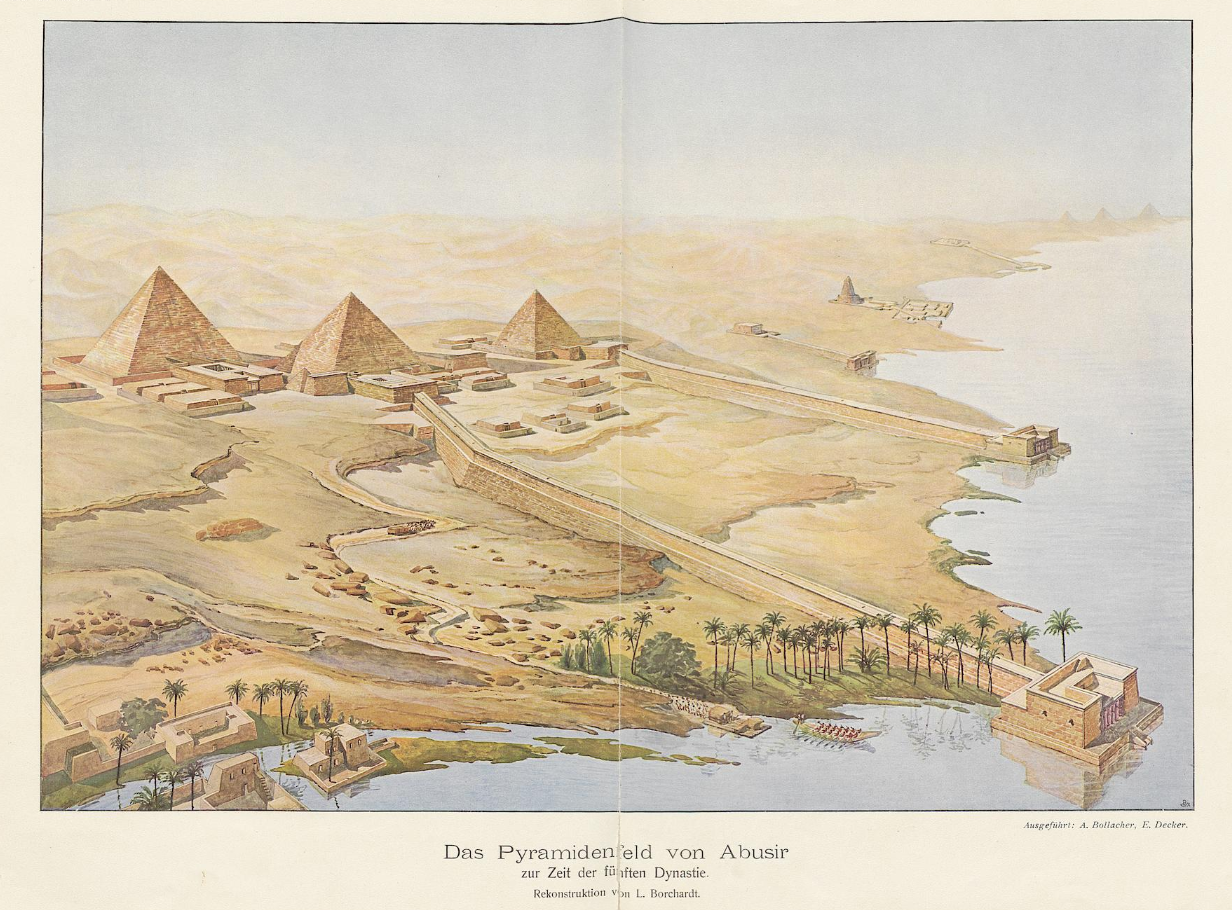
Pintura de la necrópolis de Abusir, por A. Bollacher y E. Decker, presentada como estaba en el Imperio Antiguo

La pirámide de Nyuserra está situada en la necrópolis de Abusir, entre Saqqara y la meseta de Guiza, en el Bajo Egipto (la región más septentrional de Egipto). Abusir recibió gran importancia en la Quinta Dinastía después de que Userkaf, el primer gobernante, construyera allí su templo solar y su sucesor, Sahura, inaugurara una necrópolis real con su monumento funerario. El sucesor e hijo inmediato de Sahura, Neferirkara Kakai, se convirtió en el segundo rey en ser sepultado en la necrópolis. El monumento de Nyuserra completó la estrecha unidad arquitectónica familiar que había crecido y centrado alrededor del complejo piramidal de su padre, Neferirkara, junto a la pirámide de su madre y la mastaba de su hermano. Fue el último rey en ser sepultado en la necrópolis de Abusir.

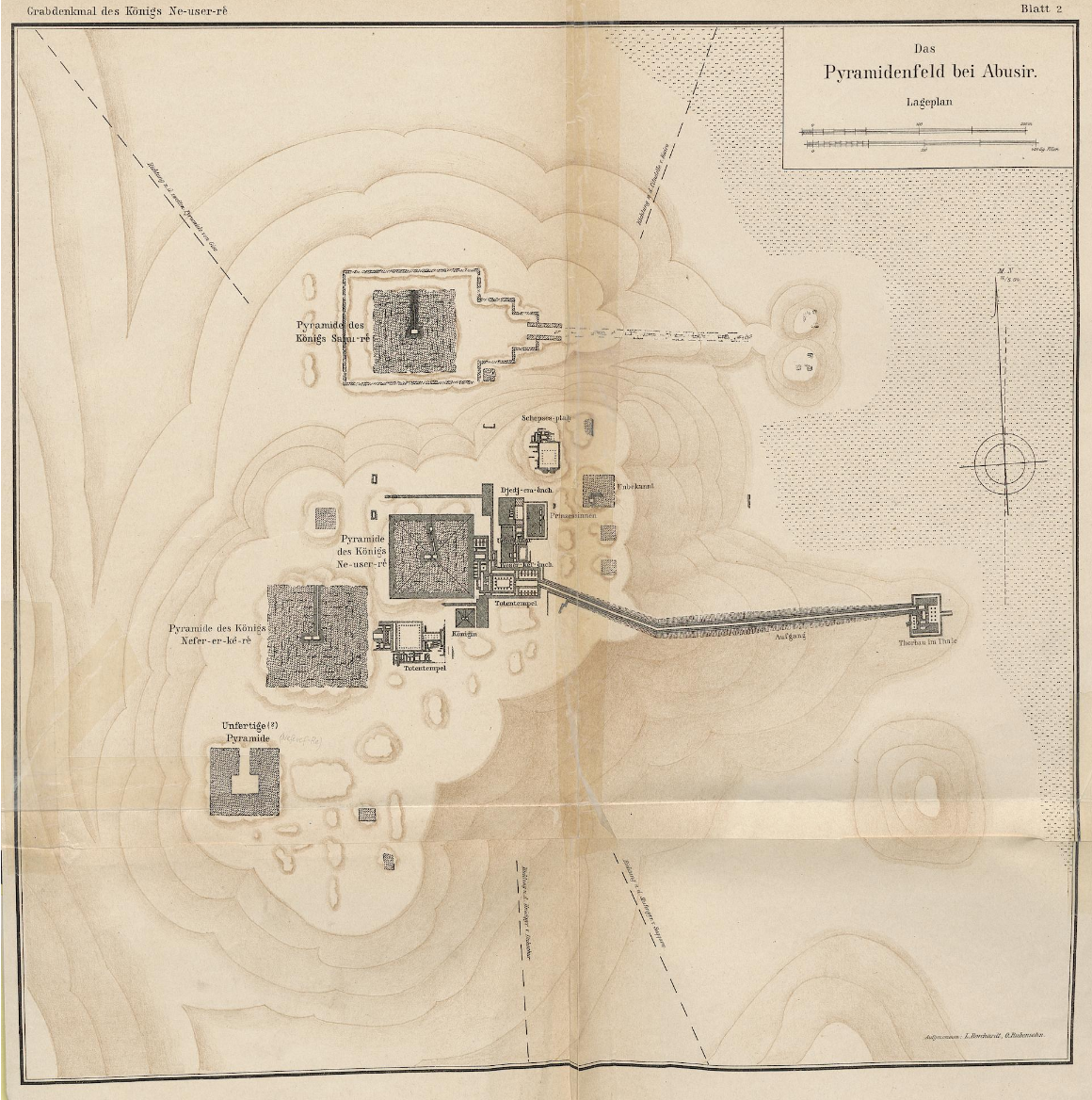
Un mapa de la necrópolis de Abusir, por L. Borchardt y O. Rubensohn, mostrando las ubicaciones, de norte a sur, de las pirámides de Sahura, Nyuserra, Neferirkara y Neferefra sin terminar

Inusualmente, el complejo mortuorio de Nyuserra no está asentado en el eje Abusir-Heliópolis. Al asumir el trono, se comprometió a completar los tres monumentos inacabados de su padre, Neferirkara; su madre, Jhentkaus II; y su hermano, Neferefra, por lo que su coste recayó sobre él. Para mantener el eje, el monumento de Nyuserra habría tenido que situarse al suroeste del complejo de Neferefra, en lo más profundo del desierto y a un mínimo de 1 km del valle del Nilo. Esto habría sido demasiado costoso. Es posible que Nyuserra quisiera permanecer con su familia, y por eso eligió insertar su complejo en el espacio al noreste del complejo de Neferirkara, entre sus pirámides y las de Sahura, con un terreno escarpado al norte. Este emplazamiento limitó la zona de construcción a una región de unos 300 m cuadrados, pero permitió economizar al máximo la mano de obra y los recursos materiales. El egiptólogo Miroslav Verner describe sucintamente el emplazamiento de Nyuserra como «el mejor compromiso que permitían las circunstancias».
En 1838 John Shae Perring, un ingeniero que trabajaba a las órdenes del coronel Howard Vyse, despejó las entradas a las pirámides de Sahura, Neferirkara y Nyuserra. Cinco años después, Karl Richard Lepsius, patrocinado por el rey Federico Guillermo IV de Prusia, exploró la necrópolis de Abusir y catalogó la pirámide de Nyuserra como XX. Entre 1902 y 1908, Ludwig Borchardt, que trabajaba para la Deutsche Orient-Gesellschaft o Sociedad Oriental Alemana, volvió a estudiar las pirámides de Abusir e hizo excavar sus templos y calzadas adyacentes. La de Borchardt fue la primera, y única, gran expedición llevada a cabo en la necrópolis de Abusir, y contribuyó significativamente a la investigación arqueológica en el lugar. Sus resultados en la pirámide de Nyuserra, que había excavado entre enero de 1902 y abril de 1904, se publican en Das Grabdenkmal des Königs Ne-User-Re (1907). El Instituto Checo de Egiptología tiene un proyecto de excavación a largo plazo en Abusir desde la década de 1960.

## Complejo funerario

### Diseño
Los complejos funerarios del Imperio Antiguo suelen constar de cinco componentes principales: 
1. un templo del valle;
2. una calzada;
3. un templo mortuorio;
4. una pirámide de culto;
5. la pirámide principal.[39]

El monumento de Nyuserra cuenta con todos estos elementos. Su pirámide principal está construida con siete escalones de piedra caliza, con una pirámide de culto situada cerca de su esquina sureste y un inusual templo mortuorio en forma de L adyacente a su cara oriental. El templo del valle y la calzada estaban destinados originalmente al monumento de Neferirkara, pero fueron cooptados por Nyuserra.

### Pirámide principal

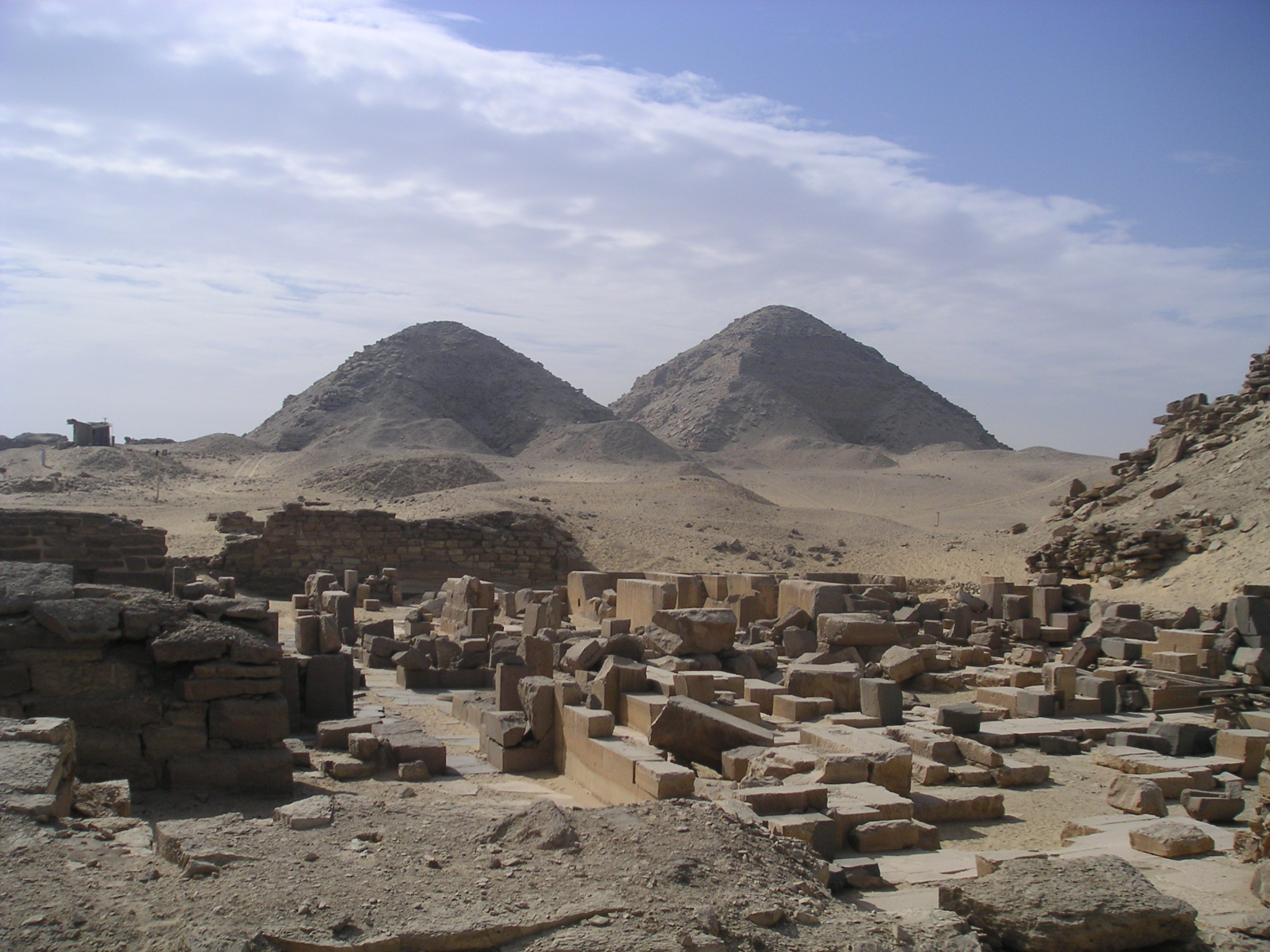
Caras norte y este de la pirámide de Nyuserra (izquierda) y de la pirámide de Neferirkara (derecha)

Aunque Nyuserra reinó durante unos treinta años, su pirámide es más pequeña que la de Neferirkara y más comparable en tamaño a la de Sahura. Consciente del coste que supondría para su familia, encargó que su pirámide se situara en el único espacio libre disponible que no estaba en el desierto. Por lo tanto, está situada contra el muro norte del templo mortuorio de Neferirkara y con el terreno al norte cayendo en picada hacia el monumento de Sahura. Además, estaba delimitada por un grupo de mastabas al este que se habían construido durante el reinado de Sahura.  Esta combinación de factores puede haber restringido el tamaño de la pirámide de Nyuserra.
La pirámide consta de siete escalones ascendentes, anclados en piedras angulares. Estaba revestida de fina piedra caliza blanca de Tura, que probablemente procedía de canteras de piedra caliza situadas al oeste del pueblo de Abusir, lo que le daba un acabado de caras lisas. Una vez terminada, tenía una longitud de base de 78.9 m con una inclinación hacia el interior de aproximadamente 52°, lo que resultaba en una altura de cima de unos 52 m y un volumen total de aproximadamente 113 000 m3.
La pirámide de Nyuserra, al igual que cada una de las pirámides de Abusir, se construyó de forma drásticamente diferente a las de las dinastías precedentes. Sus caras exteriores estaban enmarcadas con grandes —en la pirámide inacabada de Neferefra el único escalón contenía bloques de hasta 5 m por 5.5 m por 1 m— bloques de piedra caliza gris toscamente labrados y bien unidos con mortero. Las cámaras interiores tenían una estructura similar, pero con bloques mucho más pequeños. El núcleo de la pirámide, entre los dos marcos, se rellenó con una mezcla de cascotes de piedra caliza, fragmentos de cerámica y arena, con mortero de arcilla. Este método, aunque consumía menos tiempo y recursos, era descuidado e inestable, y significaba que sólo se construía el revestimiento exterior con piedra caliza de alta calidad.
Las cámaras y los templos mortuorios de las pirámides de Abusir fueron saqueados durante los disturbios del Primer Periodo Intermedio, mientras que el desmantelamiento de las propias pirámides tuvo lugar durante el Imperio Nuevo. Una vez que se retiró el revestimiento de piedra caliza de la pirámide —para su reutilización en la producción de cal—, el núcleo quedó expuesto a una mayor destrucción humana y a la erosión natural que lo ha dejado como un montículo ruinoso e informe. El monumento de Nyuserra sufrió un importante saqueo de piedras durante el Imperio Nuevo, durante el periodo tardío entre las dinastías XXVI y XXVII, y de nuevo durante la época romana.
La pirámide está rodeada de patios abiertos pavimentados con bloques de piedra caliza de 0.4 m de grosor, mientras que las capas de ladrillos pueden tener un grosor de hasta 0.6 m. Inusualmente, el ala sur del patio es bastante más estrecha que el ala norte. El muro de cierre del patio de la pirámide tenía una altura de unos 7.35 m.

### Subestructura

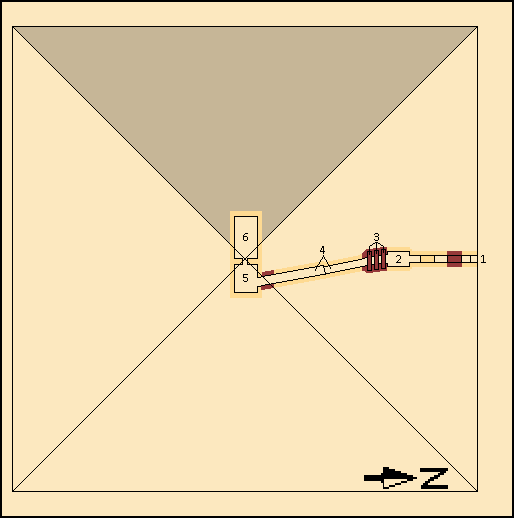
Disposición de la subestructura de Nyuserra. En orden: (1) Entrada orientada al norte; (2) Vestíbulo; (3) Portillos de granito rosa; (4) Pasillo; (5) Antecámara; (6) Cámara funeraria. Granito presentado en rojo, piedra caliza presentada en naranja.

La subestructura de la pirámide imita el diseño básico adoptado por los anteriores reyes de la Quinta Dinastía.  Se accede a ella por un pasillo descendente de norte a sur cuya entrada se encuentra en la cara norte de la pirámide. El pasillo estaba revestido de fina piedra caliza blanca, reforzada con granito rosa en ambos extremos, y sigue un camino irregular. Está inclinado hasta el vestíbulo, donde dos o tres grandes bloques de granito actuaban como un rastrillo que bloqueaba el paso cuando se bajaba. Inmediatamente detrás, el corredor se desvía hacia el este y se declina unos 5°. A continuación, termina en la antecámara —conectada con la cámara funeraria— casi directamente debajo de la cima de la pirámide. Los daños en la estructura interior causados por los ladrones de piedra hacen casi imposible la reconstrucción exacta de su arquitectura.
Las cámaras de enterramiento y anteproyección y el pasillo de acceso se excavaron en el suelo y luego se cubrieron, en lugar de construirse mediante un túnel. El techo de las cámaras estaba formado por tres capas de vigas de piedra caliza a dos aguas, que dispersan el peso de la superestructura a ambos lados del pasillo evitando el derrumbe. Cada piedra de esta estructura tenía un tamaño de unos 40 m3  —con una media de 9 m de largo, 2.5 m de grosor y 1.75 m de ancho— y pesaba 90 toneladas. Entre cada capa de bloques se habían utilizado fragmentos de piedra caliza para crear un relleno que ayudara a desplazar el peso de la estructura por encima, especialmente en caso de un terremoto. Se consideraba que éste era el método óptimo de construcción de tejados en aquella época. Los ladrones de piedra han despojado a las cámaras subterráneas de gran parte de su piedra caliza de alta calidad debilitando considerablemente la estructura y haciendo que sea peligroso entrar en ella. Borchardt no pudo encontrar ningún fragmento de la decoración interior, el sarcófago u otro equipamiento funerario en las cámaras llenas de escombros de la subestructura, gran parte de la cual quedó inaccesible por los escombros. Las pirámides de Abusir fueron visitadas por última vez a finales de los años sesenta por Vito Maragioglio y Celeste Rinaldi, que se abstuvieron de hablar mientras trabajaban por temor a que la más mínima vibración pudiera provocar un derrumbe.

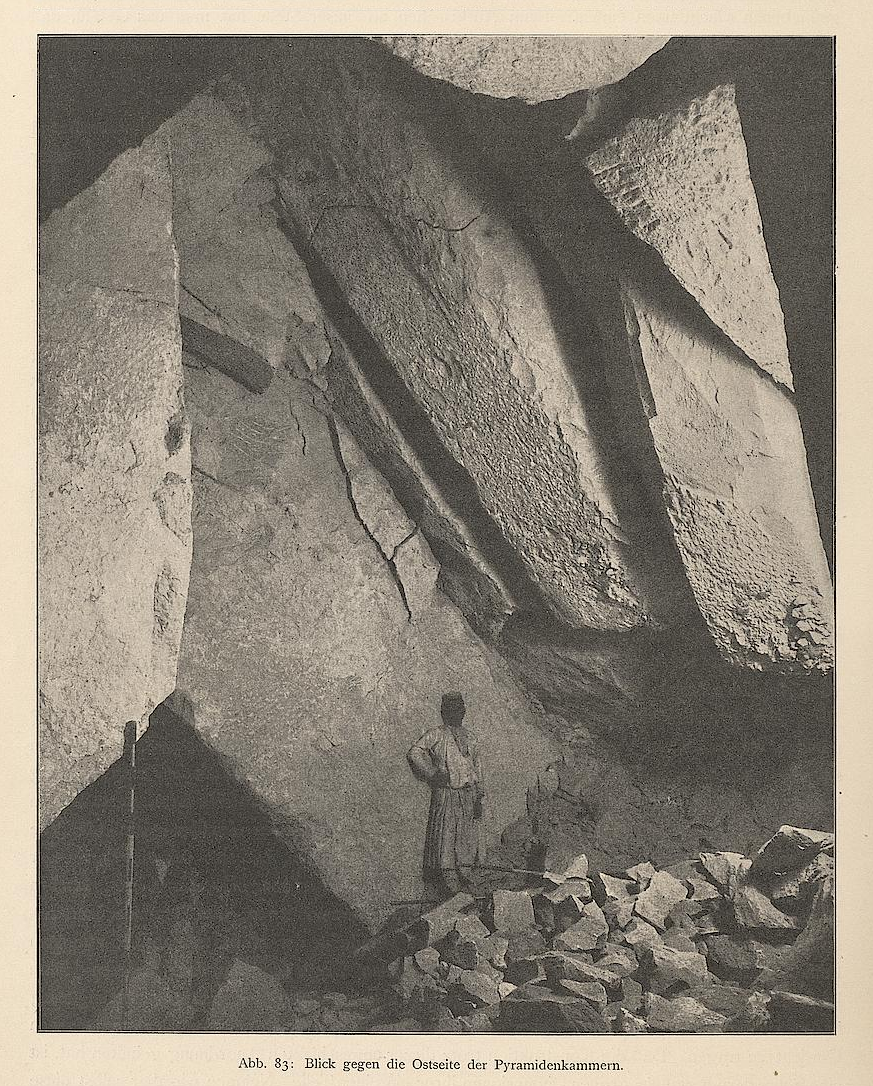
Los enormes bloques de piedra caliza del techo, comparados con un trabajador
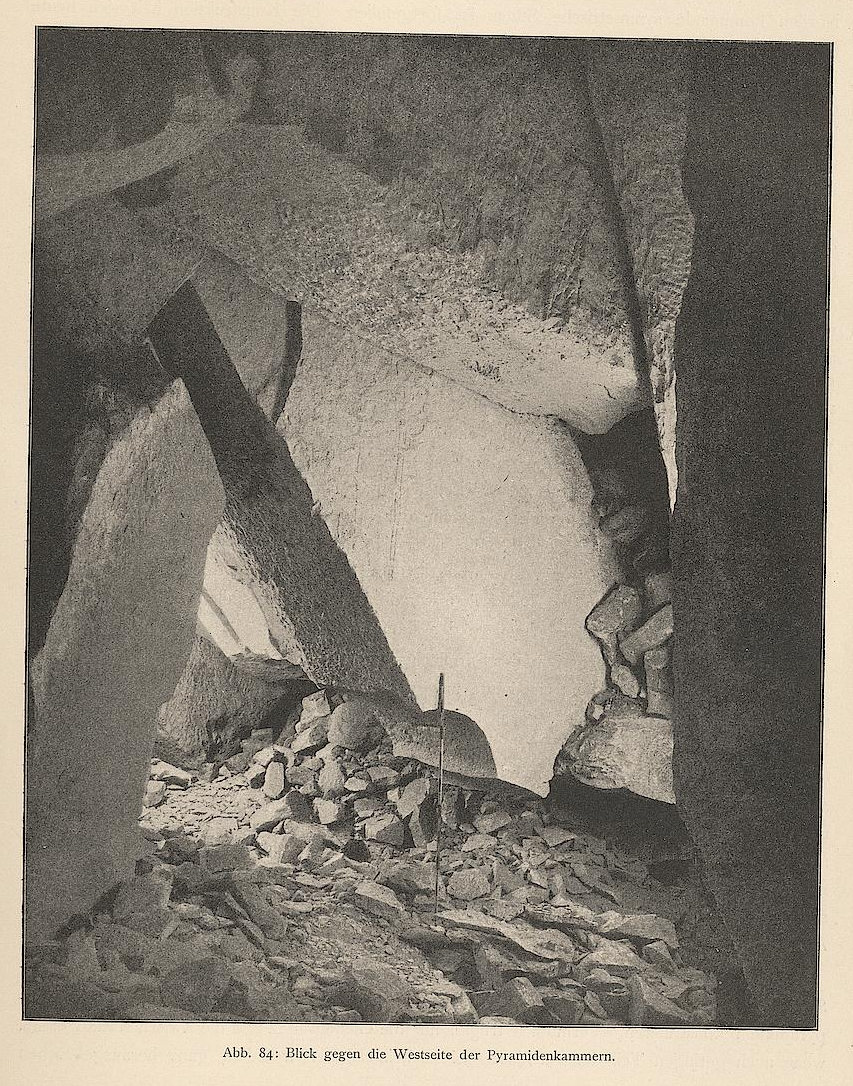
Interior de la subestructura de la pirámide lleno de escombros

### Templo del Valle

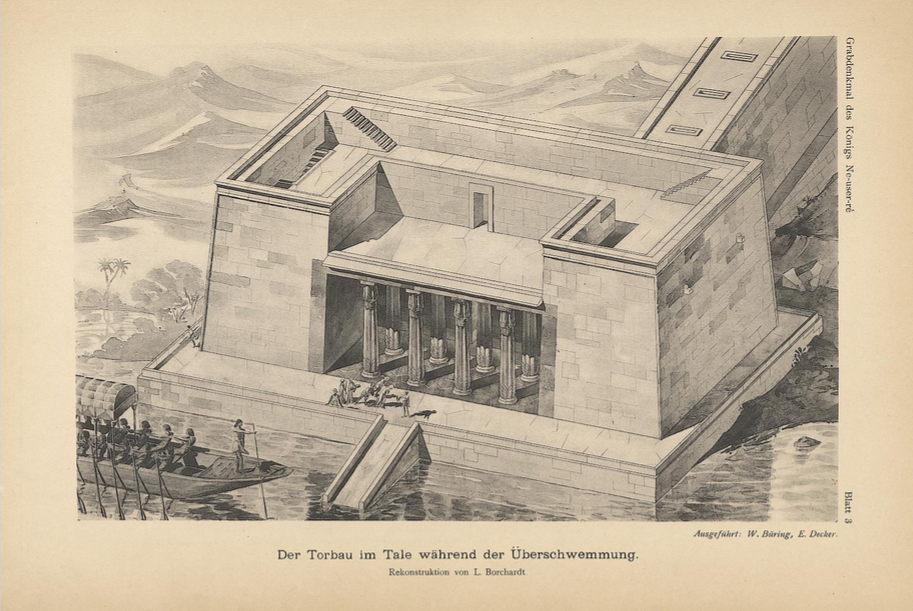
Pintura del templo del valle, por W. Büring y E. Decker, presentada tal como aparecía en el antiguo Egipto

Nyuserra se apropió del templo del valle y la calzada que se estaba construyendo para el monumento de Neferirkara. Al igual que en el templo del valle de Sahura, había dos entradas adornadas con columnas, aunque las de Nyuserra contrastan con las de Sahura en que representan tallos de papiro en lugar de palmeras. La entrada principal estaba en un pórtico que tenía dos columnatas de cuatro columnas de granito rosa. A la segunda entrada, que se encuentra en el oeste, se podía acceder a través de un rellano de escalera sobre un pórtico pavimentado de piedra caliza adornado con cuatro columnas de granito. Cada una tenía la forma de un papiro de seis tallos y llevaba los nombres y títulos del rey, así como las imágenes de Uadyet y Nejbet.

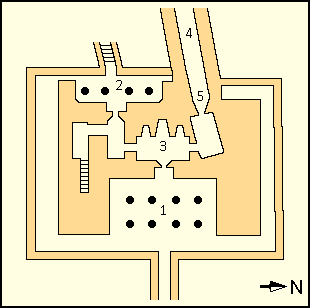
Planta del templo del valle de Nyuserra. En orden: (1) patio de la entrada principal; (2) patio de la entrada secundaria; (3) cámara con tres nichos; (4) calzada con (5) figuras de piedra caliza de enemigos cautivos.

El templo estaba pavimentado con basalto negro y tenía paredes de piedra caliza de Tura con un dado de granito rojo decorado en relieve. Su cámara central, que contiene tres nichos de granito rojo, uno grande y dos pequeños, en su pared oeste, que podrían haber albergado estatuas del rey, tuvo una gran importancia religiosa. Dos de las salas laterales tenían un dado de basalto negro, y la sala más meridional contenía una escalera que conducía a una terraza en el tejado. Se han conservado algunos restos de los relieves de las paredes, como uno que representa las masacres de los enemigos de Egipto. En el templo se colocaron varias estatuas, como una de la reina Reptynub y otra de un león de granito rosa. Las cámaras que precedían a la calzada estaban inclinadas para encontrarse con ella, y las figuras de piedra caliza de los cautivos enemigos parecen haber estado a la salida del templo en la base de la calzada.
En 2009, la Misión Arqueológica Checa volvió a visitar el templo del valle de Nyuserra y la calzada para realizar excavaciones de prueba en ambos lugares. A 32 m al sur del templo del valle, se excavó un muro orientado al norte-sur. El muro estaba hecho de piedra caliza blanca y unido con mortero rosa. La cara este del muro se encontró inclinada a unos 81°. Se encontraron indicios de actividad de robo de piedras en la sección sur del muro desenterrado. Una combinación de factores, como la forma, la mano de obra y la elevación, sugieren que el muro excavado forma parte del terraplén del puerto del templo del valle. Basándose en las expediciones de Borchardt en combinación con sus hallazgos de 2009, el egiptólogo Jaromír Krejčí estima que el puerto tenía una longitud mínima de 79 m, con una longitud potencial de unos 121 m y una anchura de al menos 32 m.

### Calzada

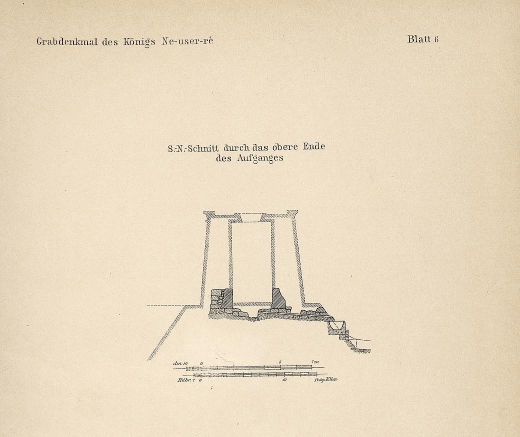
Dibujo transversal de la calzada de la pirámide de Nyuserra por Ludwig Borchardt

Los cimientos de la calzada se habían colocado a unos dos tercios del camino desde el templo del valle hasta el templo mortuorio cuando murió Neferirkara. Cuando Nyuserra se hizo cargo de la obra, la hizo desviar de su destino original al nuevo. Por ello, la calzada, de 368 m de longitud, se desplaza en una dirección durante más de la mitad de su longitud y luego se desvía hacia su destino durante el resto. La construcción del edificio fue complicada porque a lo largo de su longitud tuvo que superar un desnivel de 28 m y sortear un terreno irregular. Esta diferencia de elevación daba a la estructura una pendiente de 4°30′, y requería que su última parte se construyera con una base alta. Secciones de esta base se reutilizaron en la dinastía XII para construir tumbas para los sacerdotes que habían servido al culto funerario de Nyuserra.
Borchardt pudo examinar la calzada en sus extremos y en un punto al este de su curva, pero debido a los costes previstos, optó por no excavarla completamente. La excavación de prueba de la Misión Arqueológica Checa de 2009 se llevó a cabo en un punto situado a 150 m al oeste del templo del valle y a 30 m de donde Borchardt había realizado sus excavaciones. Se determinó que la calzada tenía 7.77 m de ancho, con muros de 2.2 m de grosor hechos de mampostería de núcleo amarillo revestida de piedra caliza blanca con mortero de barro. Borchardt había comprobado que sus paredes interiores eran verticalmente paralelas, mientras que las exteriores estaban declinadas en un ángulo de 75.5°. La calzada tenía un terraplén con un núcleo hecho de bloques de piedra caliza amarilla y gris en capas horizontales que estaban unidos principalmente con mortero gris pero también en partes con mortero rosa. El núcleo del terraplén estaba revestido de finos bloques de piedra caliza blanca inclinados a 55° y unidos con mortero de cal. Aunque el terraplén se excavó hasta una profundidad de 10 m por debajo de la corona de la calzada, dejando al descubierto 12 capas de revestimiento en total, Krejčí cree que la base del edificio está a unos 3 m de profundidad. Basándose en los resultados de la excavación, Krejčí concluye que el edificio debía tener una base de al menos 21 m de ancho.  El hallazgo clave de la excavación fue que las calzadas «representaban construcciones enormes y voluminosas». A pesar de los esfuerzos, el equipo no consiguió descubrir ningún fragmento de relieve.
Las paredes interiores de la calzada estaban revestidas en la base con basalto negro, por encima de las cuales se revestían de piedra caliza de Tura y se decoraban con relieves. Tenía un techo pintado de azul con una miríada de estrellas doradas que evocaban el cielo nocturno. Se ha conservado un notable relieve de gran tamaño de la calzada. Representa a siete esfinges reales inmovilizando a los enemigos del rey bajo sus patas.

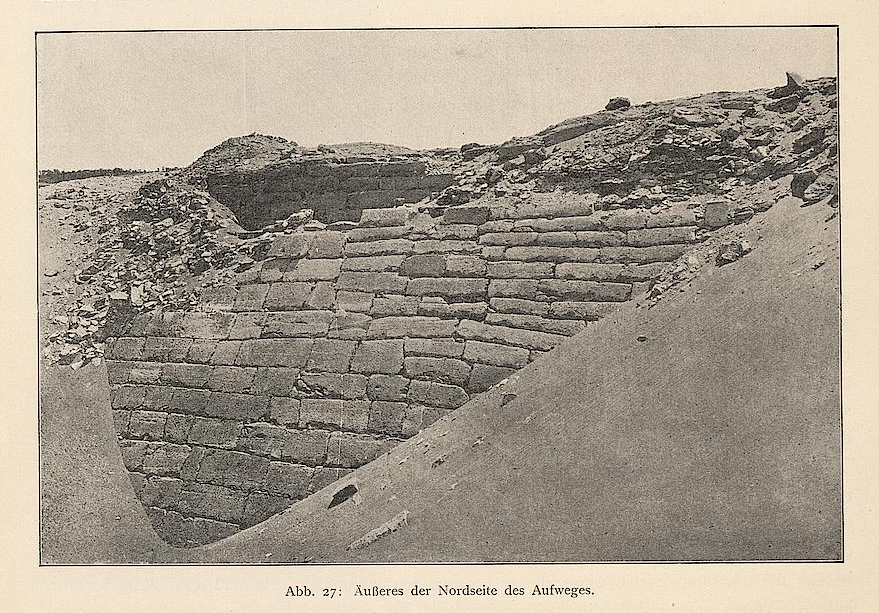
Terraplén de la calzada, tras las excavaciones de Ludwig Borchardt
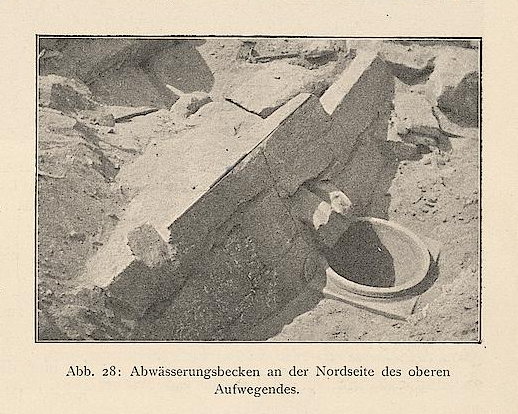
Cuenca de drenaje de agua que se encuentra en el extremo superior de la calzada
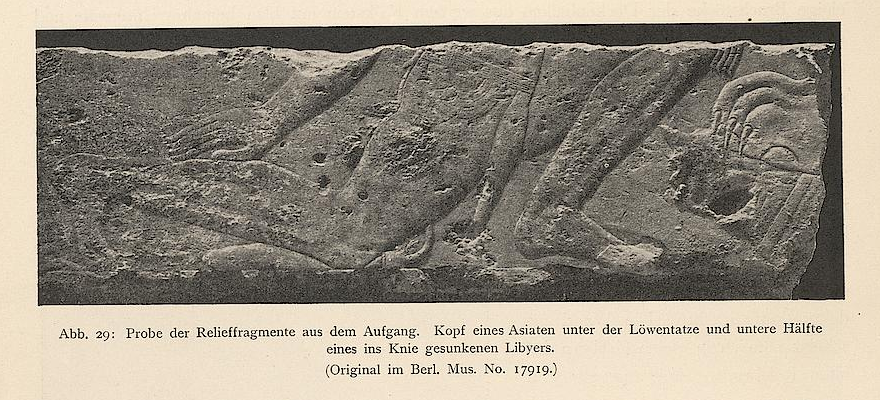
Fragmento de relieve, procedente de la calzada, que representa la cabeza de un enemigo inmovilizada bajo una pata de león

### Templo funerario

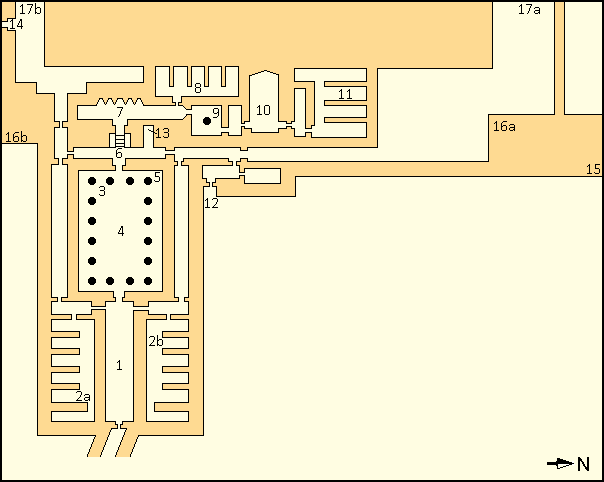
Disposición del templo funerario. Por orden: (1) vestíbulo de entrada y (2a y b) almacenes; (3) patio con columnas con (4) una pila de arenisca, (5) y un altar; (6) pasillo transversal; (7) capilla con (8) almacenes; (9) antichambre carrée; (10) sala de ofrendas con (11) almacenes; (12) entrada alternativa; (13) alojamiento de la estatua del león de granito rosa; (14) pasillo hacia la pirámide de culto; (15) plataforma cuadrada; (16a y b) prototipos de pilono; y (17a y b) patio principal de la pirámide.

El diseño básico del templo funerario de Nyuserra difiere de otros construidos en la Quinta y Sexta Dinastía. Verner describe la disposición de un templo funerario típico de la época como una letra «T» y la contrasta con la disposición en «L» del templo de Nyuserra. Esta alteración se debió a la presencia de mastabas construidas durante el reinado de Sahura al este. A pesar de esta diferencia estética, el templo conservó todos los elementos fundamentales establecidos por el templo funerario de Sahura e incorporó simultáneamente nuevas características.
El punto de entrada inicial al templo está inclinado hacia el sureste. Seguido hay un largo vestíbulo de entrada flanqueado, tanto al norte como al sur, por grupos de cinco almacenes que constituían la mayor parte del espacio de almacenamiento del templo. El vestíbulo de entrada era originalmente abovedado, tenía un pavimento de basalto negro y paredes de piedra caliza cubiertas de relieves con un dado de granito rojo en las paredes laterales. Los fragmentos de los relieves murales del templo se exponen a menudo en los museos alemanes. Por ejemplo, un intrincado relieve mural del templo que relata una escena de la sala del trono se ha expuesto en el Museo Egipcio de Berlín.  En la vigésima quinta dinastía, el gobernante Taharqo hizo reproducir relieves de varios templos funerarios del Imperio  Antiguo, en particular los de Nyuserra, Sahura y Pepi II, para utilizarlos en la restauración del templo de Kawa en Nubia.
El vestíbulo termina en un patio pavimentado con basalto negro y con un deambulatorio techado que estaba sostenido por dieciséis columnas de granito rosa de seis tallos. El patio se diseñó para transmitir la imagen de un bosquecillo de papiros pantanosos; un lugar que, para los antiguos egipcios, significaba renovación. Para evocar esta imagen, las bases de las columnas, por ejemplo, se decoraron con bajorrelieves ondulados que producían la ilusión de papiros creciendo en el agua. Las partes centrales de las columnas estaban decoradas con diversas inscripciones que detallaban aspectos como el nombre y los títulos del rey y la protección del patio por parte de las diosas Uadyet y Nejbet. Estas columnas sostenían el deambulatorio del patio. El techo del deambulatorio estaba decorado con estrellas que representaban el cielo nocturno del inframundo. En el centro del patio había una pequeña pila de piedra arenisca para recoger el agua de lluvia, y en la esquina noroeste del patio se encontraba un altar de alabastro muy decorado. La salida oeste del patio conduce al corredor transversal (norte-sur).

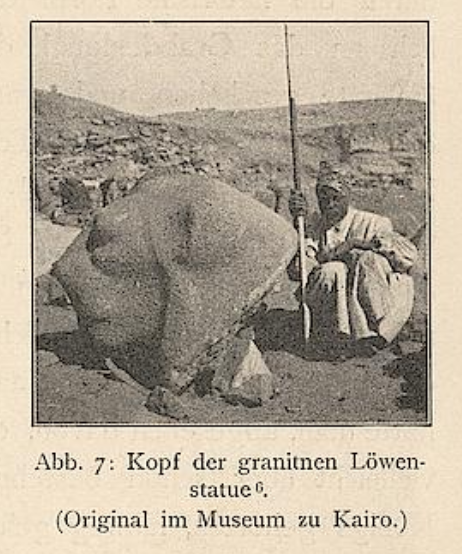
Cabeza del león de granito rosa, guardián del templo interior
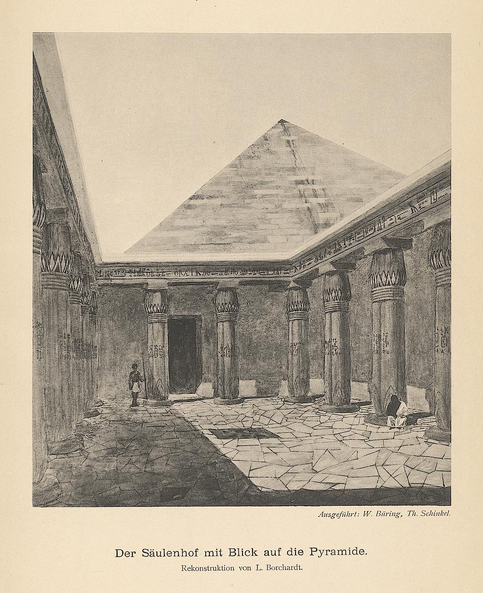
Pintura del templo funerario y la pirámide, por W. Büring y Th. Schinkel, tal y como aparecía en el tercer milenio a.C.
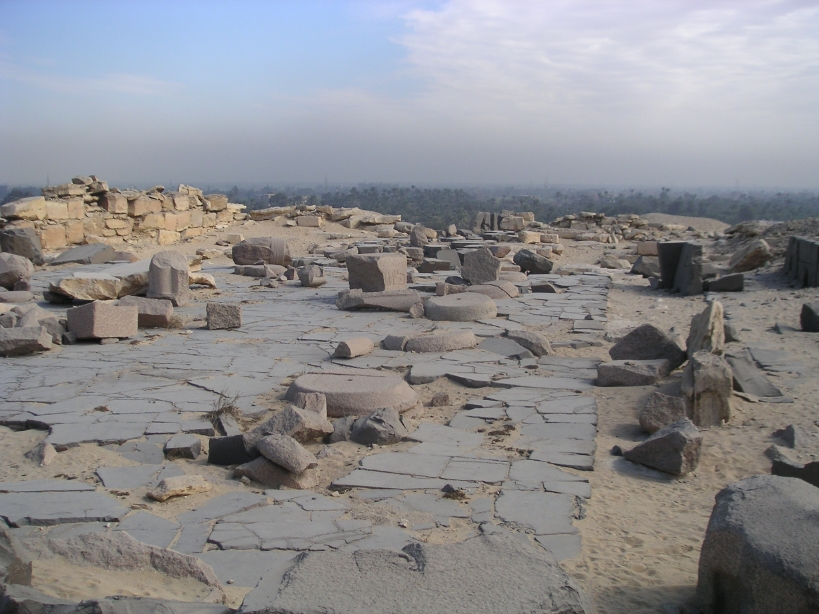
El patio abierto con columnatas del templo mortuorio de Nyuserra
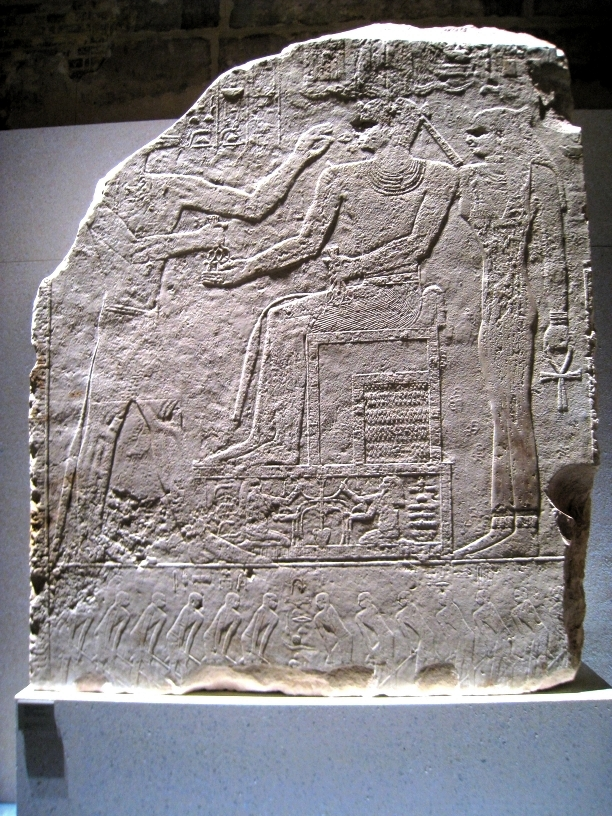
Relieve del templo funerario que representa a Anubis ofreciendo un manojo de anj a Nyuserra sentado en el trono, mientras Hathor, sosteniendo su propio anj, se encuentra detrás de él

Desde el pasillo transversal, el templo toma una dirección hacia el norte: resultando en una formaciónen L. En la esquina noroeste del corredor transversal que separa las partes pública, exterior, e íntima, interior, del templo hay un profundo nicho ocupado por una gran estatua de granito rosa de un león que servía para guardar simbólicamente la intimidad del faraón. Más allá del corredor transversal se encuentra la capilla, que había sido desplazada hacia el sur, otro resultado de la forma del templo. Está tan dañada que no se puede hacer una reconstrucción exacta, pero se sabe que la capilla contenía cinco nichos para estatuas. Conectado a la capilla había otro grupo de almacenes. Al norte de la capilla se encuentra la antichambre carrée —así llamada por el arquitecto Jean-Philippe Lauer en referencia a su forma cuadrada— decorada con varios relieves, un suelo elevado y una columna central. Esta cámara es una de las dos novedades introducidas en el diseño de los templos, convirtiéndose en un elemento permanente de la disposición de los futuros templos funerarios hasta el reinado de Sesostris I. Los antecedentes de la antichambre carrée se remontan a los templos funerarios de Sahura, Neferirkara y Neferefra.  Se accede a ella a través del muro norte de la capilla de cinco nichos que, a excepción de la pirámide perteneciente a Setibhor, es la única cámara de este tipo diseñada para entrar por este lado. El suelo y la base de la columna eran de piedra caliza, y el suelo estaba elevado 52 cm, pero la columna central no se ha conservado. La sala medía 5.2 metros cuadrados, tamaño que se convirtió en la norma para la mayoría de las antichambre carrées de las dinastías V y VI. En la esquina noroeste de la sala, Borchardt encontró un fragmento de una estatua de piedra caliza que había sido fijada al suelo con mortero. Borchardt también encontró varios fragmentos de decoraciones en relieve en las inmediaciones, que podrían tener su origen en la sala. Estos fragmentos representaban deidades antropomorfizadas con cabezas de animales, como Sobek, Horus y tres deidades (una con cabeza humana) que poseían cetros y símbolos de anj.

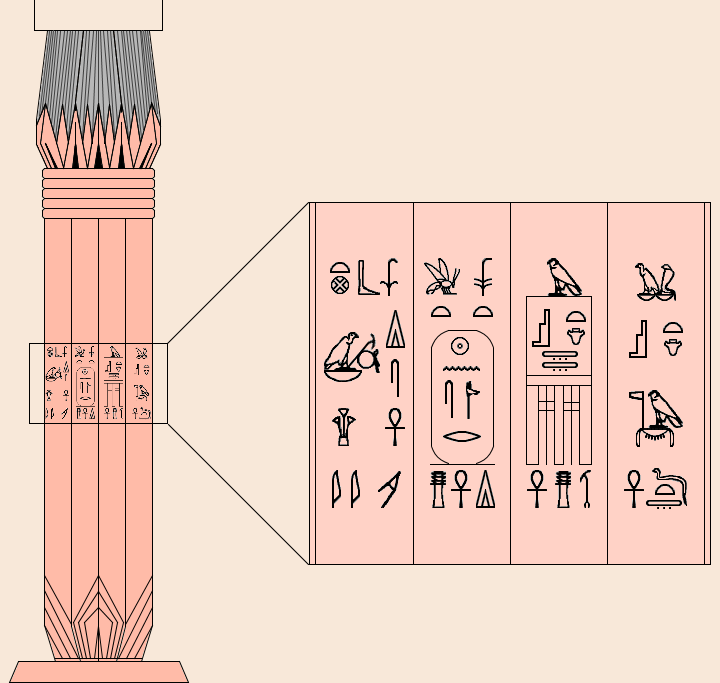
Representación de una columna de papiro de granito rosa en el patio con cuatro columnas de texto jeroglífico. Se lee de izquierda a derecha:
(1) Amado de Nejbet, dale vida, salud
(2) Da vida duradera a Nyuserra, rey del Alto y Bajo Egipto
(3) Vida, estabilidad y prosperidad para el favorito de las Dos Tierras de Egipto
(4) El favorito de las Dos Damas, Nejbet y Uadyet, el Divino Halcón Dorado, que viva eternamente.

La antichambre carrée conduce a la sala de los sacrificios, o de las ofrendas, a través de un vestíbulo que se omitió en las versiones posteriores. La sala de ofrendas se situaba en el eje este-oeste por razones religiosas  y en su lugar tradicional, en el centro de la cara este de la pirámide principal y adyacente a ella. La sala de ofrendas tenía un altar para realizar sacrificios rituales y una puerta falsa de granito. Al igual que el vestíbulo, las paredes de la sala de ofrendas estaban decoradas con relieves que representaban escenas relacionadas con los sacrificios rituales que allí se realizaban. Al igual que el deambulatorio del patio, el techo abovedado de la sala estaba decorado con estrellas en bajorrelieve que evocaban el cielo nocturno del inframundo. Bajo el muro oriental había un canal conectado a un sistema de drenaje al este del templo. Al norte de la sala de ofrendas había un último grupo de almacenes. Por último, hay un punto de entrada alternativo que se encuentra cerca de la intersección entre los santuarios exterior e interior al que se puede acceder desde el exterior.
El templo funerario presenta otras dos innovaciones significativas. Se puede encontrar una modificación arquitectónica incorporada al diseño del templo y que ha tenido una marcada influencia en la arquitectura egipcia antigua. En las esquinas norte y sureste del templo se erigieron altos edificios en forma de torre con ligeras pendientes. La parte superior de estas torres formaba una terraza plana, rematada con una cornisa cóncava, a la que se podía acceder mediante una escalera. Verner se refiere a estas torres como el «prototipo de los pilonos» que se convirtieron en elementos básicos de posteriores templos y palacios del antiguo Egipto. La segunda adición es más compleja y, hasta ahora, inexplicable. En la esquina noreste del templo, junto a la muralla, Borchardt descubrió una plataforma cuadrada de unos 10 metros de lado. Las excavaciones realizadas por un equipo checo en la mastaba de Ptahshepses, visir del faraón y jefe de todas las obras reales, descubrieron un gran piramidión de granito rosa, extraído de un obelisco, que descansaba junto a una plataforma cuadrada similar en la esquina suroeste. Verner propone varias hipótesis sobre la finalidad de la plataforma cuadrada del templo funerario de Nyuserra: 
1. La plataforma cuadrada pudo estar ocupada en su día por un piramidión similar; las pruebas que apoyan esta conjetura son un gran obelisco de granito encontrado en el complejo piramidal —los obeliscos eran los puntos medios arquitectónicos de los templos solares, pero no se encontraban en los templos mortuorios, lo que hace que este descubrimiento sea único— y bloques de piedra que contienen la inscripción «Campo de sacrificio de Sahura».[113][n. 11]
2. Los bloques podrían ser restos del material de construcción utilizado para el templo solar de Sahura, o bien haber sido extraídos del propio templo solar. Esto llevó a conjeturar
3. que el templo solar podría estar situado cerca del complejo de Nyuserra y/o (4) que Nyuserra podría haber desmantelado o usurpado el templo solar para sí mismo.[42]

### Pirámide de culto

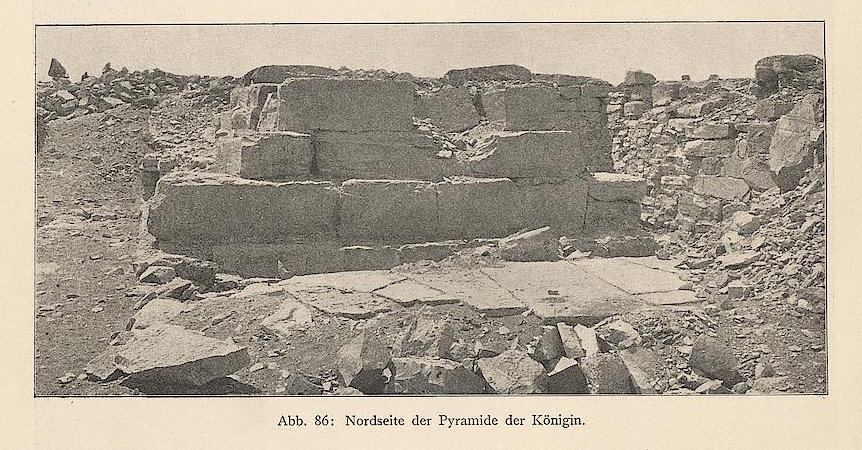
Restos de la pirámide de culto de Nyuserra, erróneamente descrita por Borchardt como la «Pyramide der Königin».

Borchardt atribuyó erróneamente la estructura hallada en la esquina sureste del complejo a la consorte de Nyuserra; se trataba, en realidad, de la pirámide de culto. La pirámide tiene su propio recinto y presenta la subestructura estándar en forma de T de pasadizos y cámaras. Tenía una longitud de base de aproximadamente 15.5 m y un pico de aproximadamente 10.5 m de altura.
La única cámara de la pirámide se construyó excavando un pozo en el suelo. Las paredes de la cámara eran de piedra caliza amarilla y estaban unidas con mortero. La entrada a la cámara estaba cortada en ángulo oblicuo, en parte empotrada en la mampostería y en parte hundida en el suelo. Se ha conservado muy poco de la estructura interior y casi nada del revestimiento de piedra caliza blanca de la cámara, salvo un único bloque hallado en la esquina suroeste de la cámara.
La finalidad de la pirámide de culto sigue sin estar clara. Tenía una cámara funeraria, pero no se utilizó para enterramientos, sino que parece haber sido una estructura puramente simbólica. Es posible que albergara el ka (espíritu) del faraón o una estatua en miniatura del rey. Es posible que se utilizara para representaciones rituales centradas en el entierro y la resurrección del espíritu ka durante la fiesta de Sed.

## Otras estructuras significativas

### Conjetural: tumbas de las esposas
La esposa de Nyuserra, Reputnub, no se enterró en el complejo piramidal de Nyuserra. Dos pequeñas pirámides encontradas en el margen sur del conjunto piramidal, designadas Lepsius XXIV y Lepsius XXV, se conjetura que pertenecen a sus consortes. Estas estructuras están muy dañadas, y Verner espera que no se hagan hallazgos excepcionales durante las excavaciones.

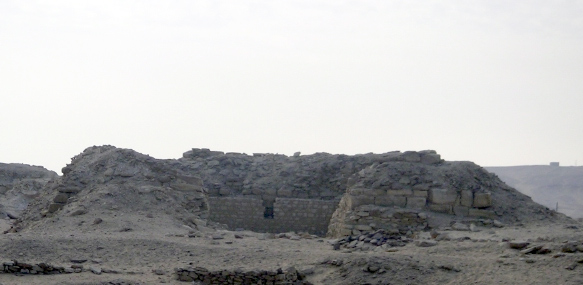
Restos de Lepsius XXIV, posiblemente la tumba de la consorte de Nyuserra.

La primera de estas pirámides, Lepsius XXIV, constaba de una pirámide, un templo mortuorio y una pequeña pirámide de culto.  Los grandes daños sufridos de la estructura de la tumba a causa de los ladrones de piedra del Imperio Nuevo la han dejado en ruinas, aunque se pueden distinguir algunos detalles. El templo mortuorio se construyó en la cara este de la pirámide, lo que confirma que la tumba perteneció a una reina. Su destrucción ha dejado el interior al descubierto para que lo estudien los arqueólogos. La pirámide se construyó durante el reinado de Nyuserra, como demuestra el nombre de Ptahshepses  que aparece en los bloques entre otras muchas marcas e inscripciones de albañiles. Dentro de los restos de la cámara funeraria yacen los restos de un sarcófago de granito rosa, fragmentos de cerámica y los restos momificados de una mujer joven, de entre veintiún y veinticinco años.
La momia está fragmentada, probablemente debido a las actividades de los ladrones de tumbas y de piedras. Su nombre no se encontró inscrito en ningún lugar del complejo, por lo que los restos de la momia quedaron sin identificar. La datación sugiere que la momia era la consorte de Nyuserra o, posiblemente, de su hermano faraón, Neferefra, de corta vida. La reina Reputnub es una candidata potencial para la identidad de la momia, aunque la posibilidad de otras esposas sigue siendo factible. Inusualmente, esta momia ha sido sometida a excerebración,  un procedimiento que, según Verner, no se conocía antes del Imperio Medio. Los profesores Eugen Strouhal, Viktor Černý y Luboš Vyhnánek lo cuestionan, al afirmar que se ha confirmado que algunas momias de la Octava Dinastía y una de la Sexta Dinastía se sometieron a este procedimiento.

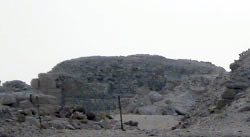
Lepsius XXV: Una pirámide doble construida durante el reinado de Nyuserra.

La tumba hermana, Lepsius XXV, se encuentra muy cerca de Lepsius XXIV. Un estudio superficial de la tumba reveló que fue construida durante el reinado de Nyuserra. El equipo arqueológico de Verner realizó excavaciones entre 2001 y 2004. Verner había creído en un principio que el templo mortuorio de esta tumba se construyó en la cara occidental de la pirámide, en lugar de la oriental habitual. Sus excavaciones posteriores revelaron que la pirámide carecía por completo de templo funerario. Se descubrió que el monumento estaba formado por dos tumbas piramidales adyacentes. Ambas tienen forma oblonga, aunque la tumba oriental es más grande que la occidental. Las tumbas están orientadas según un eje norte-sur. Los propietarios y parientes de estas tumbas siguen siendo desconocidos.

### Mastaba de las Princesas
Al noroeste de la pirámide de Nyuserra hay una tumba construida para tres de las hijas del gobernante, que Borchardt identificó como la «mastaba de las princesas». La superestructura de esta tumba se construyó amontonando escombros para crear un grueso muro y rodeándolo de bloques de piedra caliza amarilla, con la fachada revestida además de fina piedra caliza blanca. Esta valiosa capa exterior ha sido despojada y sólo queda un fragmento en la puerta. A pesar de ello, la disposición de la tumba —con sus cuatro cámaras funerarias y salas de culto— se ha conservado bien.
Las puertas falsas de las cámaras funerarias son los únicos vestigios decorativos hallados, aunque Borchardt especula con la posibilidad de que éstas fueran las únicas ornamentaciones en un principio. En las salas de culto se han conservado restos de pintura roja, lo que indica que las paredes estaban decoradas imitando granito. La puerta falsa situada más al norte lleva los títulos de Khamerernebty, hija del rey Nyuserra y sacerdotisa de Hathor. La segunda puerta falsa lleva el nombre de Meritjots. También contiene inscripciones y una talla del tema, pero es de calidad inferior. Los fragmentos de pintura conservados indican que el bloque se pintó de rojo para imitar el granito, mientras que las inscripciones talladas se pintaron de verde. La tercera puerta falsa se dejó totalmente en blanco, mientras que la última, similar a la segunda, sólo tiene inscripciones en el dintel y lleva el nombre de Kahotep.

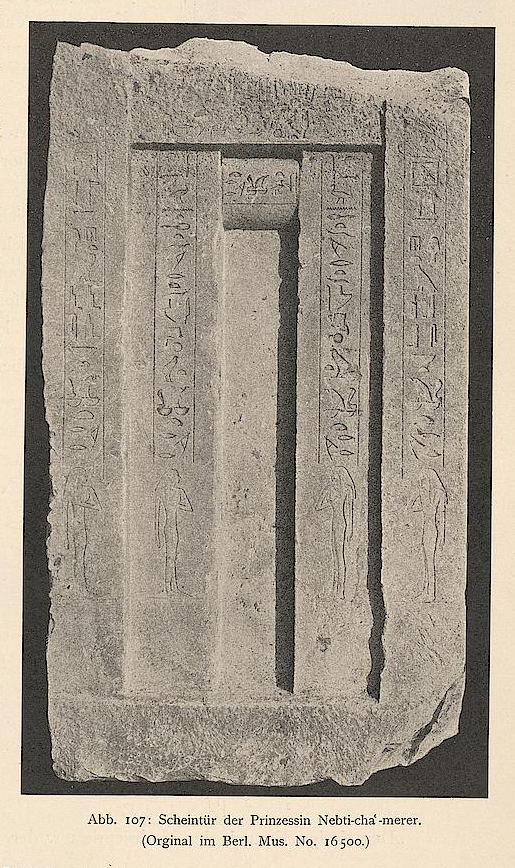
Puerta falsa de Khamerernebty, | G16 | N28 | U6 | D21 · D21 | con sus títulos y su imagen
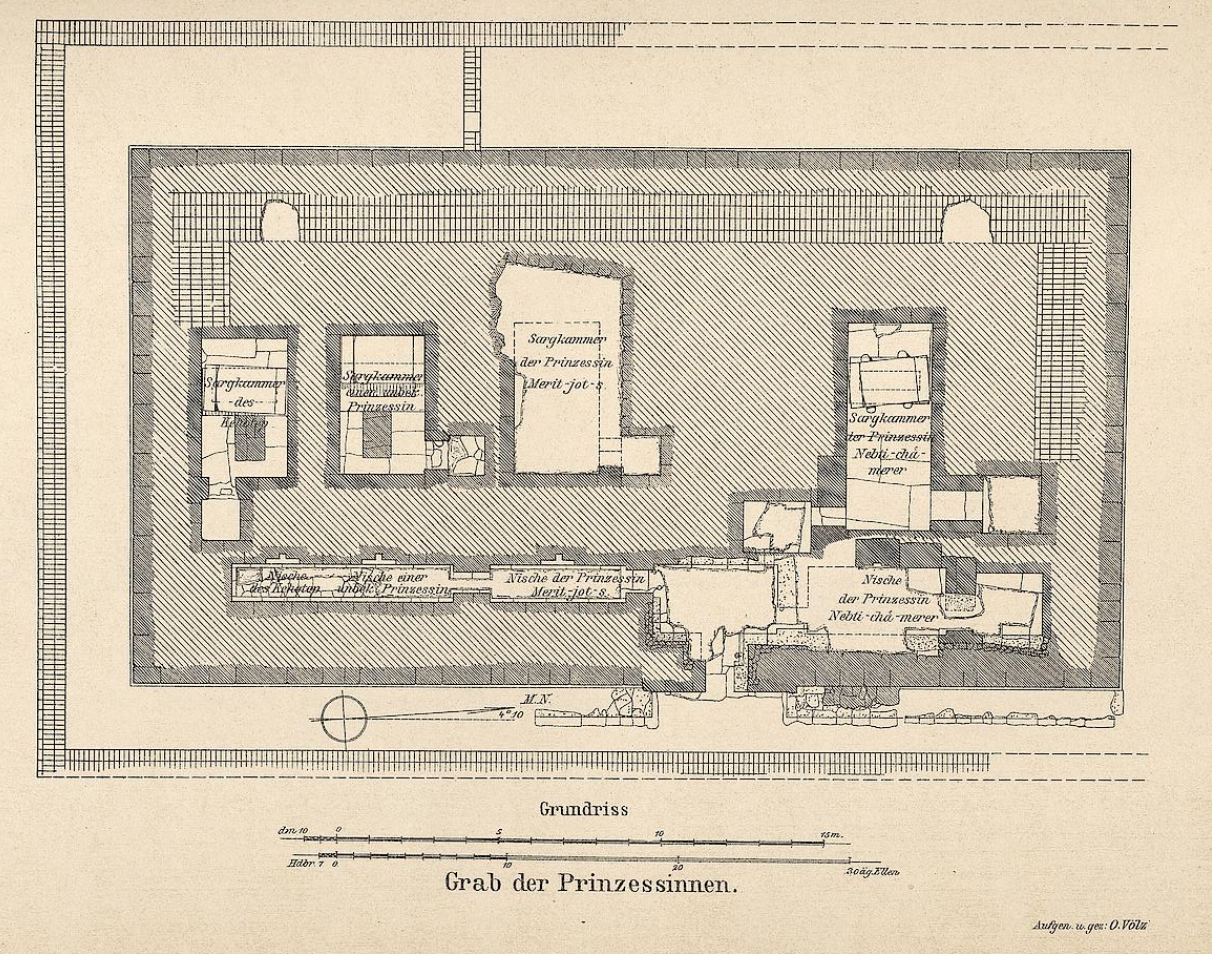
Dibujo, de O. Völz, de la disposición de la «Mastaba de las Princesas».
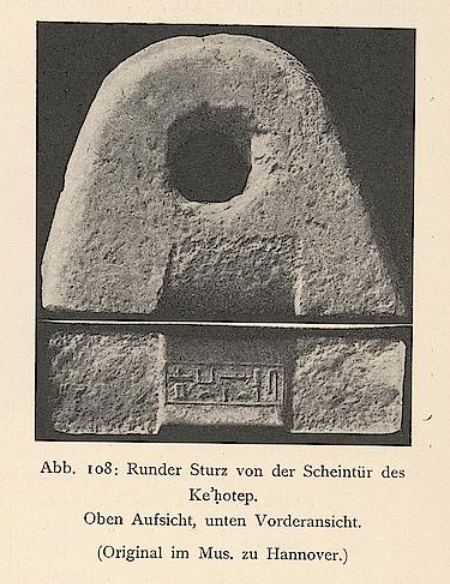
Dintel redondo de la falsa puerta de Kahotep, | D28 · X1 | R4 · Q3 |que lleva su nombre

## Historia posterior
Nyuserra se convirtió en el último rey que construyó su monumento funerario en Abusir. Sus sucesores Menkauhor, Dyedkara Isesi y Unis optaron por ser enterrados en otro lugar, y Abusir dejó de ser la necrópolis real.

### Culto funerario

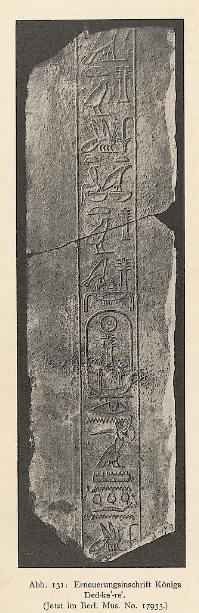
Trabajos de restauración de una inscripción con los nombres de Djedkara tomada del templo mortuorio de Nyuserra.

Los Papiros de Abusir recogen pruebas que indican que los cultos funerarios en Abusir permanecieron activos al menos hasta el reinado de Pepi II a finales de la Sexta Dinastía. Sin embargo, la continuidad de estos cultos en el periodo posterior al Imperio Antiguo es objeto de un importante debate entre los egiptólogos. Verner cree que estos cultos cesaron sus actividades hacia el Primer Periodo Intermedio. Sostiene que la reunificación de Egipto y la posterior estabilización a finales de la Undécima Dinastía permitieron que los cultos mortuorios de Abusir se reformaran temporalmente antes de extinguirse pronto de forma definitiva. Jaromír Málek establece una distinción entre la supervivencia de las haciendas, que constituyen la base económica del culto funerario, y la supervivencia del culto en sí, y señala que no existen pruebas fiables de la continuación de estos cultos, a excepción de los cultos de Teti y, posiblemente, Nyuserra. Ladislav Bareš sugiere que sólo el culto de Nyuserra persistió durante el periodo, aunque de forma muy reducida. Antonio Morales considera dos formas de actividades cultuales, el culto real oficial y la veneración popular del rey, y cree que en el caso de Nyuserra ambas formas de culto sobrevivieron a la transición desde el Imperio Antiguo, a lo largo del Primer Periodo Intermedio y hasta principios del Imperio Medio. Sostiene que los vestigios arqueológicos hallados cerca del monumento de Nyuserra, como las tumbas encontradas al este del templo funerario, datan del Primer Periodo Intermedio y del Imperio Medio y pueden estar asociados al culto real a través de onomásticas, títulos y otros escritos textuales; las inscripciones de la puerta falsa de Ipi, fechada en el Primer Periodo Intermedio, con el nombre de nacimiento de Nyuserra; y un bloque con inscripciones perteneciente a un supervisor de la cercana ciudad piramidal de Neferirkara, hallado junto a la entrada alternativa del templo funerario— apoyan la supervivencia de la actividad cultual en honor a Nyuserra desde la V Dinastía hasta el Imperio Medio. Los trabajos de restauración del pavimento del templo funerario de Nyuserra y una inscripción de un gobernante anónimo que data de finales del Imperio Antiguo son otros indicadores de la actividad en el monumento funerario.
Las tumbas de dos jefes de Estado y supervisores del templo mortuorio, Heryshefhetep I y II,  pueden servir como prueba de la continuidad del culto de Nyuserra. Las tumbas de estos dos funcionarios se datan probablemente entre las dinastías IX y X —el periodo heracleopolitano— o la dinastía XI. Si los dos sacerdotes vivieron durante el periodo heracleopolitano, eso indicaría que el culto funerario de Nyuserra y las propiedades de su pirámide funcionaban y estaban intactas durante el Primer Periodo Intermedio. Además, si este es el caso, entonces el culto de Nyuserra sobrevivió al menos hasta la dinastía XII, bajo el sacerdote Inhetep. La puerta falsa de la tumba de una sacerdotisa o funcionaria, Satimpi,  hallada cerca de la calzada, también puede datarse en el Primer Periodo Intermedio. El enterramiento de sacerdotes en este periodo puede ser otro indicador de la conservación de su culto.

### Enterramientos

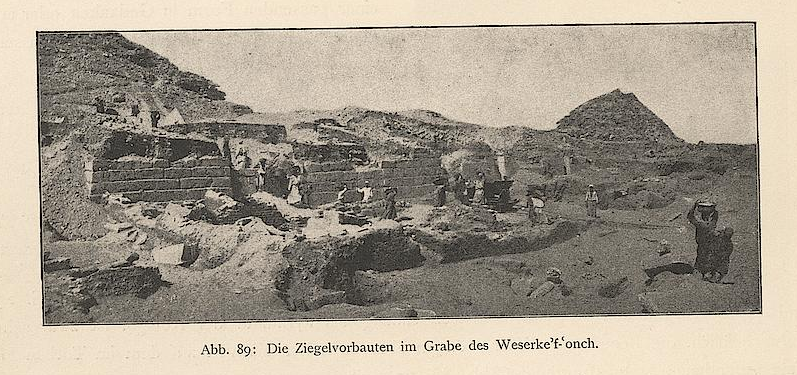
La tumba de Userkafankh, enterrada en una mastaba al este del templo funerario.

Desde el final del reinado de Nyuserra hasta el Imoperio Medio, las zonas de alrededor de la calzada y el templo funerario de su monumento se convirtieron en el hogar de otras tumbas.Dyedkara Isesi enterró a varios miembros de su familia y funcionarios en la ladera situada al sureste del templo funerario. Los miembros de la familia real enterrados allí son Khekeretnebty con su hija Tisethor, Hedjetnebu y Neserkauhor, junto con los funcionarios Mernefu, Idut y Khenit. También hay una tumba cuyo propietario permanece sin identificar. Este cementerio se expandió gradualmente hacia el este, hacia el borde del valle del Nilo, alcanzando su máximo esplendor en la Sexta Dinastía, pero en esta época Abusir ya sólo se utilizaba como cementerio local. Muchas de las tumbas descubiertas aquí pertenecen a empleados del culto funerario, como las de Fetekta y Hetepi, que administraban los almacenes.
Al sureste del templo funerario se encuentra la tumba de Inemakhet e Inhetep (I).  En el interior, se descubrió una inscripción que rezaba «honrado ante Osiris, señor de la vida, e Iny, señor de la reverencia» en algunos ajuares funerarios. Otras dos tumbas con nombres similares, las de Inhetep (II) e Inhetepi,  también se encuentran en la zona. El venerado estatus de Nyuserra se evidencia en la onomástica de estos individuos enterrados que tomaron sus nombres del nombre de nacimiento de Nyuserra, Ini.
Al norte del monumento de Nyuserra se encuentra un cementerio dividido en dos regiones. El sector noroeste alberga tumbas construidas al final de su reinado. Por otro lado, en el sector noreste, ubicado justo al norte del templo funerario, que fue establecido entre el Primer Periodo Intermedio y el inicio del Imperio Medio, se encuentran las tumbas de individuos asociados al culto funerario del rey.Además, sus sacerdotes del culto se enterraron en las cercanías de la fachada oriental del templo funerario y en el extremo superior de la calzada.
El emplazamiento del monumento se utilizó para enterramientos ocasionales en el Periodo tardío. Al este del templo funerario, egiptólogos alemanes desenterraron entre 1901 y 1904 treinta y un enterramientos griegos datados entre c. 375-350 a. C. Esta datación es controvertida, según Verner, la construcción de estas tumbas marca el final de la historia del cementerio de Abusir.